# Pianosa
Pianosa ist eine kleine italienische Insel im Mittelmeer, ca. 14 km südlich der Insel Elba und 26 km von der Apenninhalbinsel entfernt (Provinz Livorno). Sie gehört zum Toskanischen Archipel und ist Teil der Gemeinde Campo nell’Elba.

## Geographie
Die Oberfläche beträgt 1025 Hektar, der höchste Punkt Belvedere hat eine Höhe von 29 m s.l.m. – sie ist also vergleichsweise flach, mit einer durchschnittlichen Höhe von 10 Metern. Die Küstenlänge beträgt 26 km. 250 Meter östlich von Pianosa liegt der kleine Felsen La Scola mit einem Durchmesser von rund 150 Metern und einer Höhe von 32 Metern. Noch kleiner ist La Scarpa, 70 mal 80 Meter groß und 260 Meter von der Nordspitze Punta del Marchese entfernt.

## Geschichte

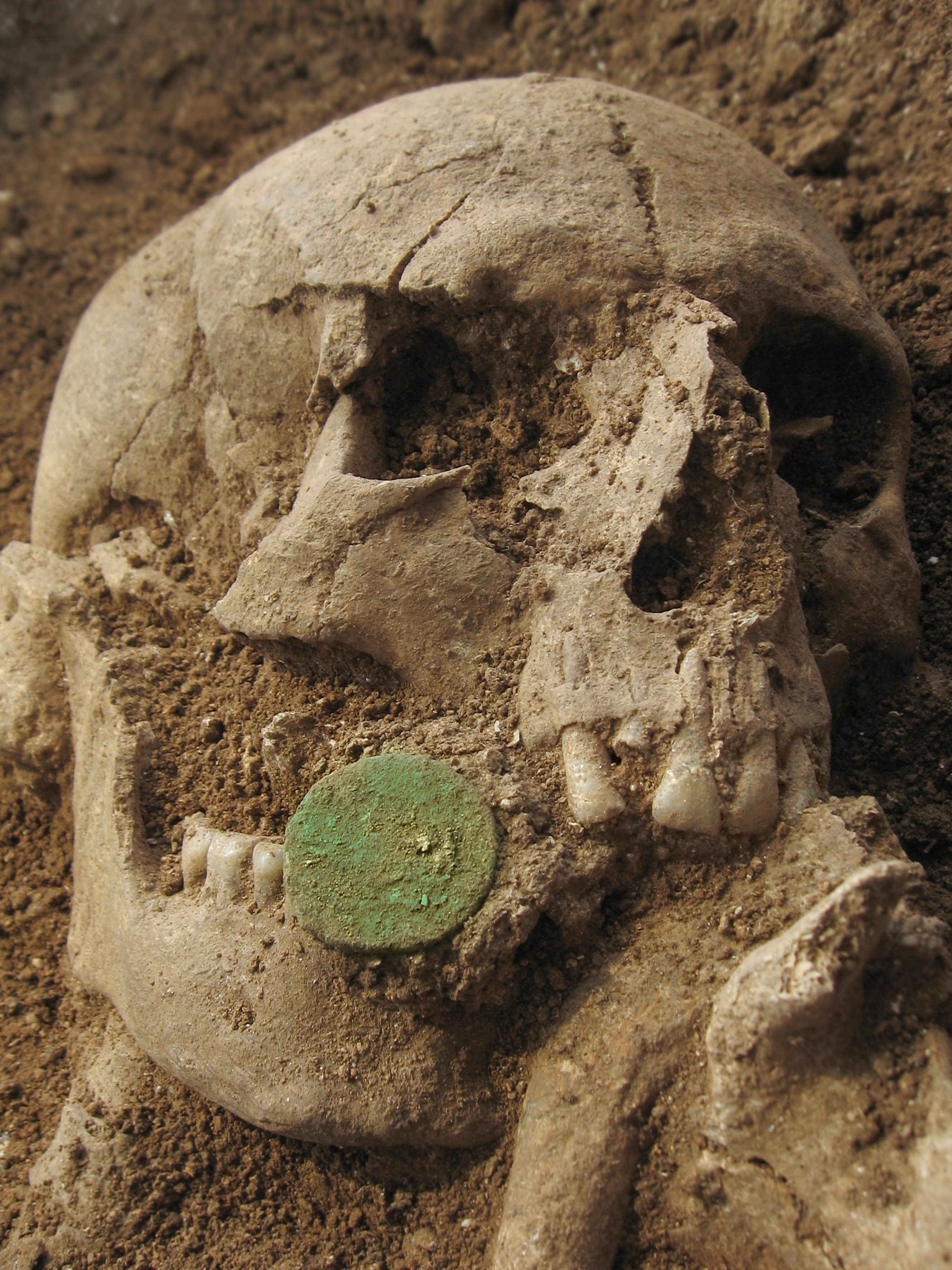
Römisches Grab mit Charonspfennig

Fossilfunde von Bären, Hirschen und Pferden belegen, dass die Insel im Neozoikum mit dem Festland verbunden war.
Bereits zur Römerzeit wurde die Insel zur Verbannung genutzt. Der lateinische Name war Planasia. Der berühmteste Verbannte war Agrippa Postumus (12 v. Chr. bis 14 n. Chr.; der jüngste Sohn des Marcus Vipsanius Agrippa und der Iulia, der Tochter des Augustus). Die römische Kaiserin Agrippina hat ihren Bruder nach Pianosa verbannt, der dort unter anderem ein Stollensystem für seine Sklaven, die er nicht sehen wollte, hat anlegen lassen und luxuriöse Feste feierte. Ausgrabungen haben einige Mosaike von ihm gesichert. Nach seinem Tod kehrten viele dorthin freiwillig zurück. Aus der Zeit vom 3. bis 4. Jahrhundert n. Chr. gibt es etwa 700 christliche Katakomben, die besichtigt werden können. Es ist dies die größte Anlage nördlich von Rom.
Im Mittelalter gehörte die Insel zu Pisa, dann zu Genua. Kaiser Napoleon ließ einmal Kellereien für den dann doch nicht eingeführten umfangreichen Weinbau errichten.
Auf Pianosa existierte etwa 140 Jahre lang eine landwirtschaftliche Strafkolonie, gegründet durch das Großherzogtum Toskana. Im Jahre 1968 wurde daraus ein Hochsicherheitsgefängnis (Art. 41 bis), das im August 1998 geschlossen wurde. Seitdem kann die Insel wieder besichtigt werden. Aus dieser Zeit stammt auch die bei der Ankunft ins Auge springende Sicherheitsmauer, die nach dem damaligen Verantwortlichen Muro dalla Chiesa genannt wird. Die Mauer zieht sich etwa von der Cala di San Giovanni südlich des Hauptortes nach Norden bis zum Fuße des Monte Belvedere. Hier befindet sich auch die Villa romana di Agrippa. Zwei andere existierende Gefängniseinrichtungen haben eine niedrigere Sicherheitsstufe (eine für Freigänger) und werden derzeit nur gering und meist nur in den Sommermonaten belegt. Der gleichnamige einzige Ort Pianosa an der Ostküste hat 5 Einwohner (Volkszählung 2011). Administrativ gehört die Insel zur Gemeinde Campo nell’Elba, deren Hauptgebiet im Südwesten der Insel Elba liegt.

## Tourismus
Die Insel kann nur im Rahmen von geführten Touren besucht werden, die auf Elba und auf dem Festland angeboten werden.
Man erreicht Pianosa in etwa 35 Minuten mit dem Boot vom Hafen Marina di Campo auf Elba. Dienstags fährt die Giovanni Bellini der Fährgesellschaft Toremar als Versorgungsschiff von Piombino (Festland) mit Zwischenstopp in Rio Marina nach Pianosa (Fahrtdauer ca. 3 Stunden) und nimmt Passagiere für Tagestouren mit. Die gesamte Insel und das umgebende Meer gehören dem Nationalpark Parco nazionale dell’Arcipelago Toscano an. Das Meergebiet um die Insel gehört zum multinationalen Schutzgebiet Santuario dei Cetacei (Walschutzgebiet).
Seit 2013 kann bei Pianosa auch getaucht werden. Die unberührten Tauchplätze bieten riesige Barrakudaschulen und zahme Zackenbarsche wie nirgendwo in der näheren Umgebung. Allerdings sind die Tauchgänge dort limitiert und geführt.

## Sehenswürdigkeiten

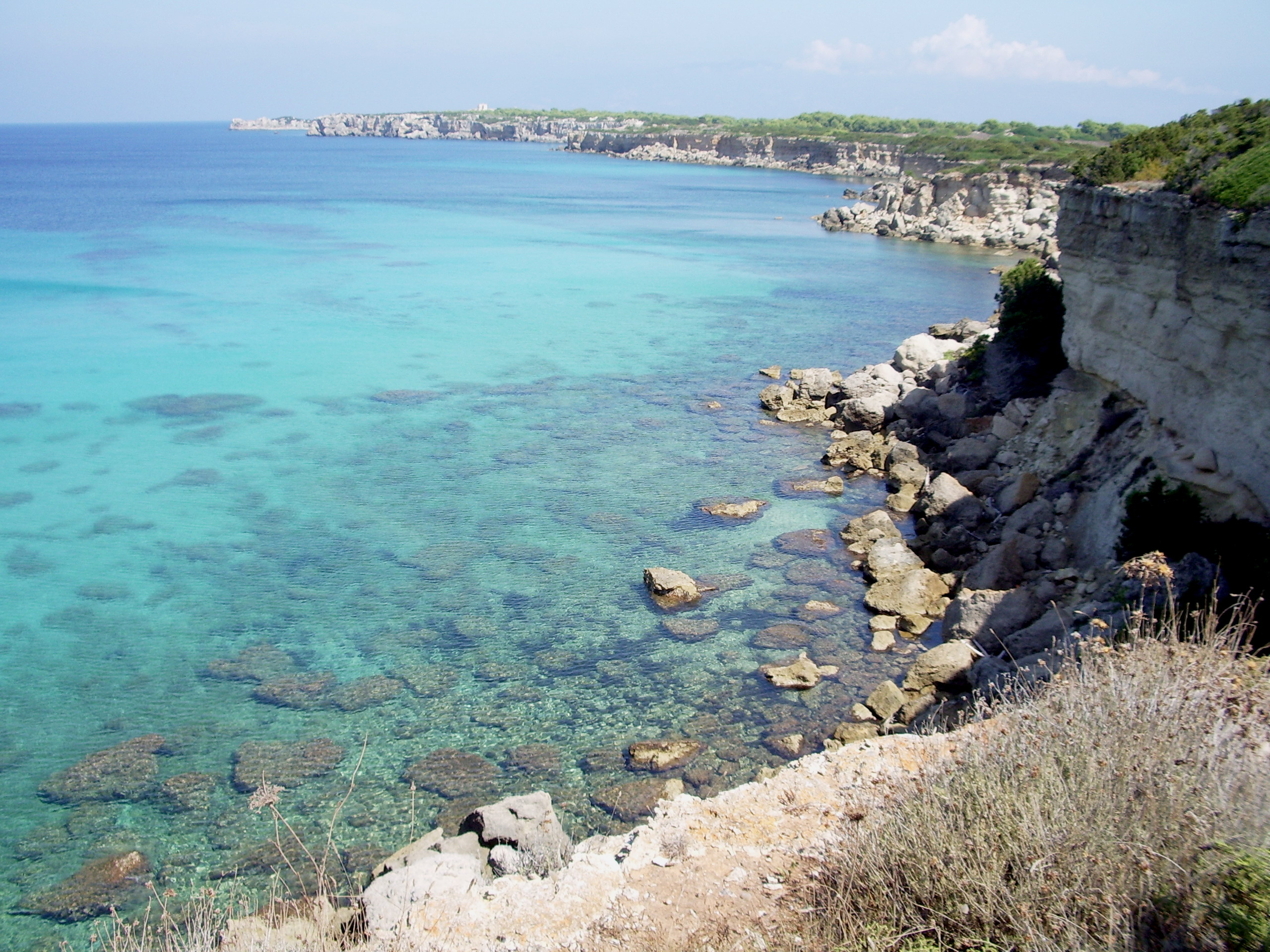
Westküste
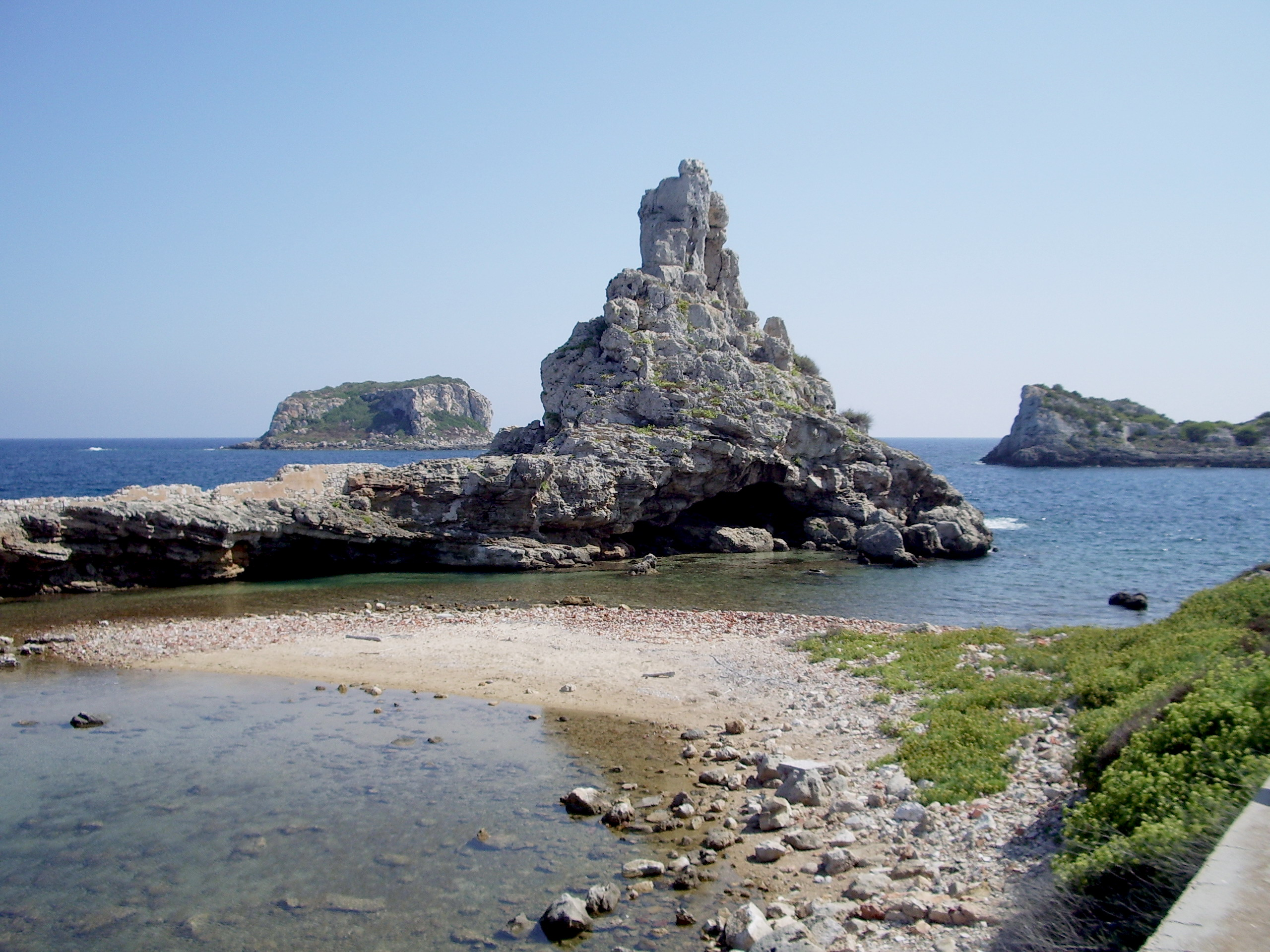
Pianosa im Vordergrund und die kleine Felseninsel Scola im Hintergrund
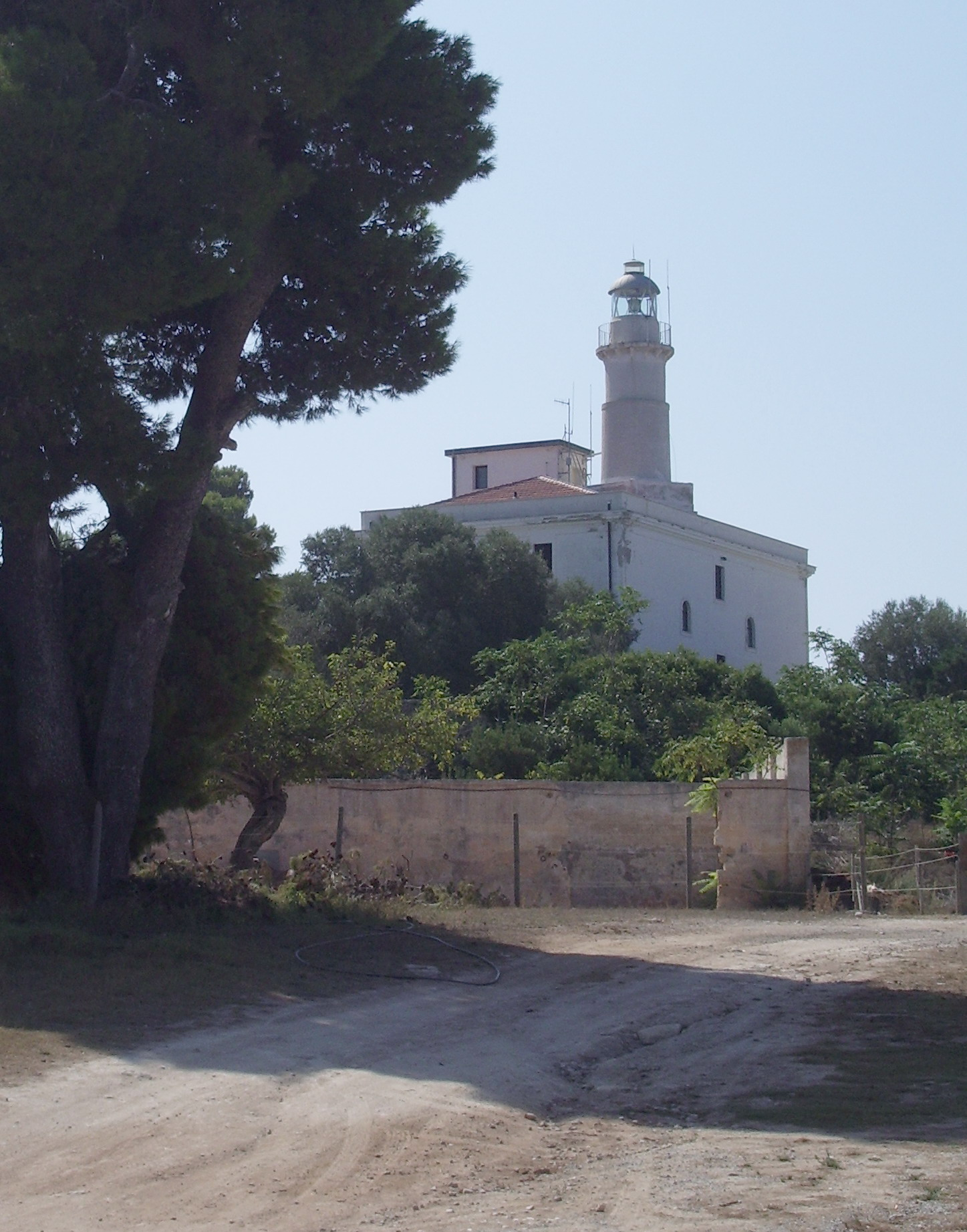
Der Leuchtturm
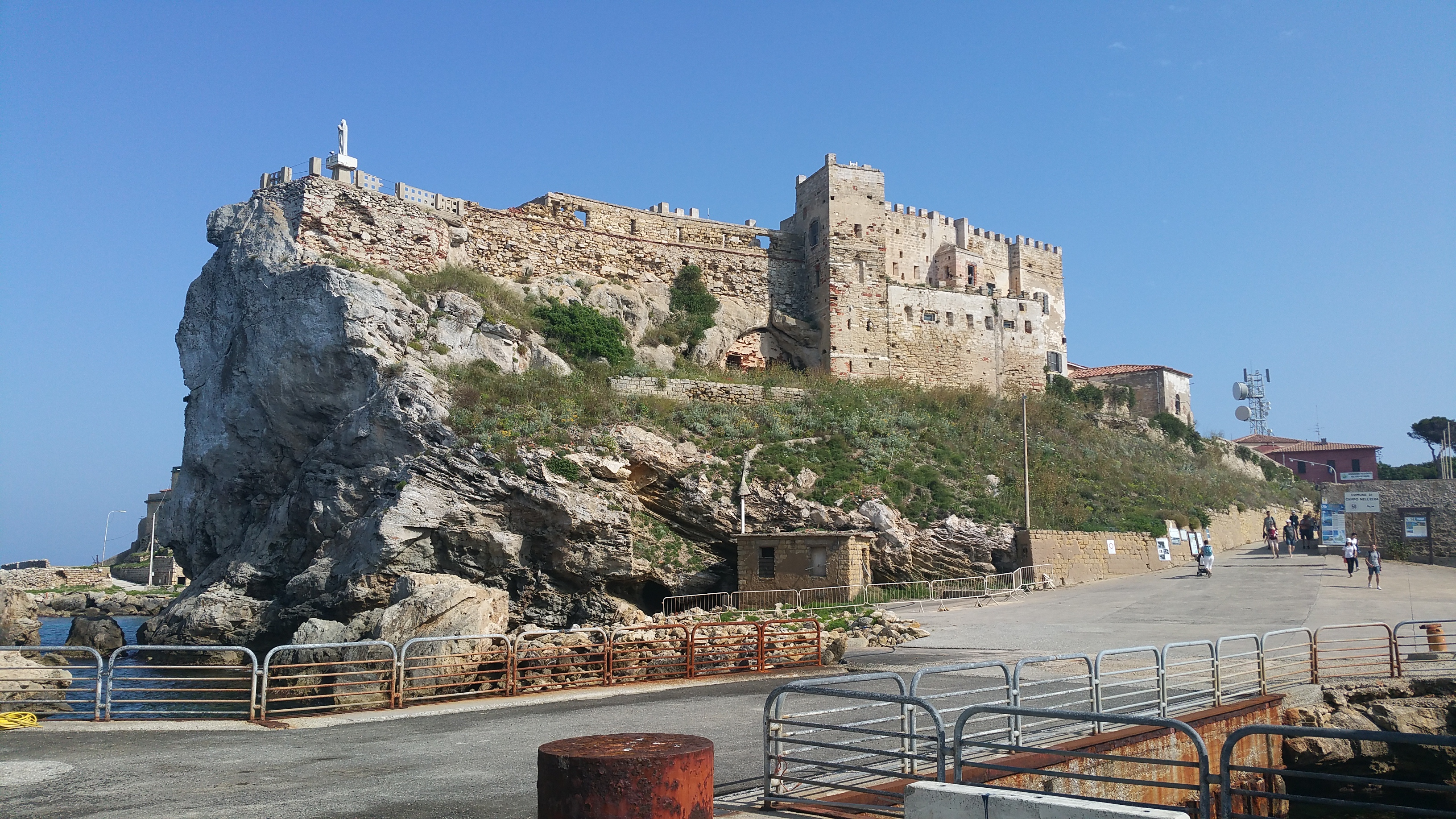
Forte Teglia
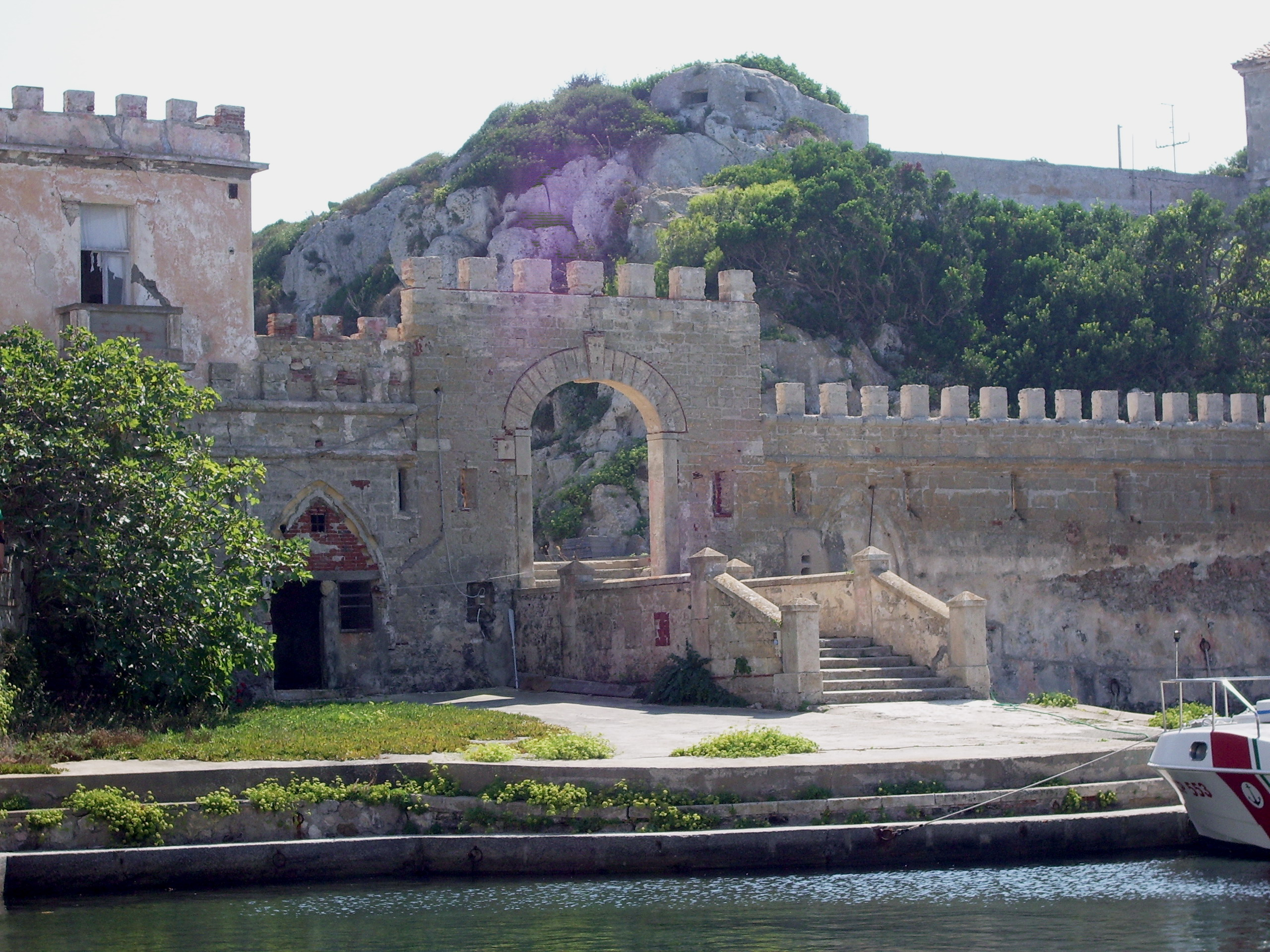
Mura del Porto
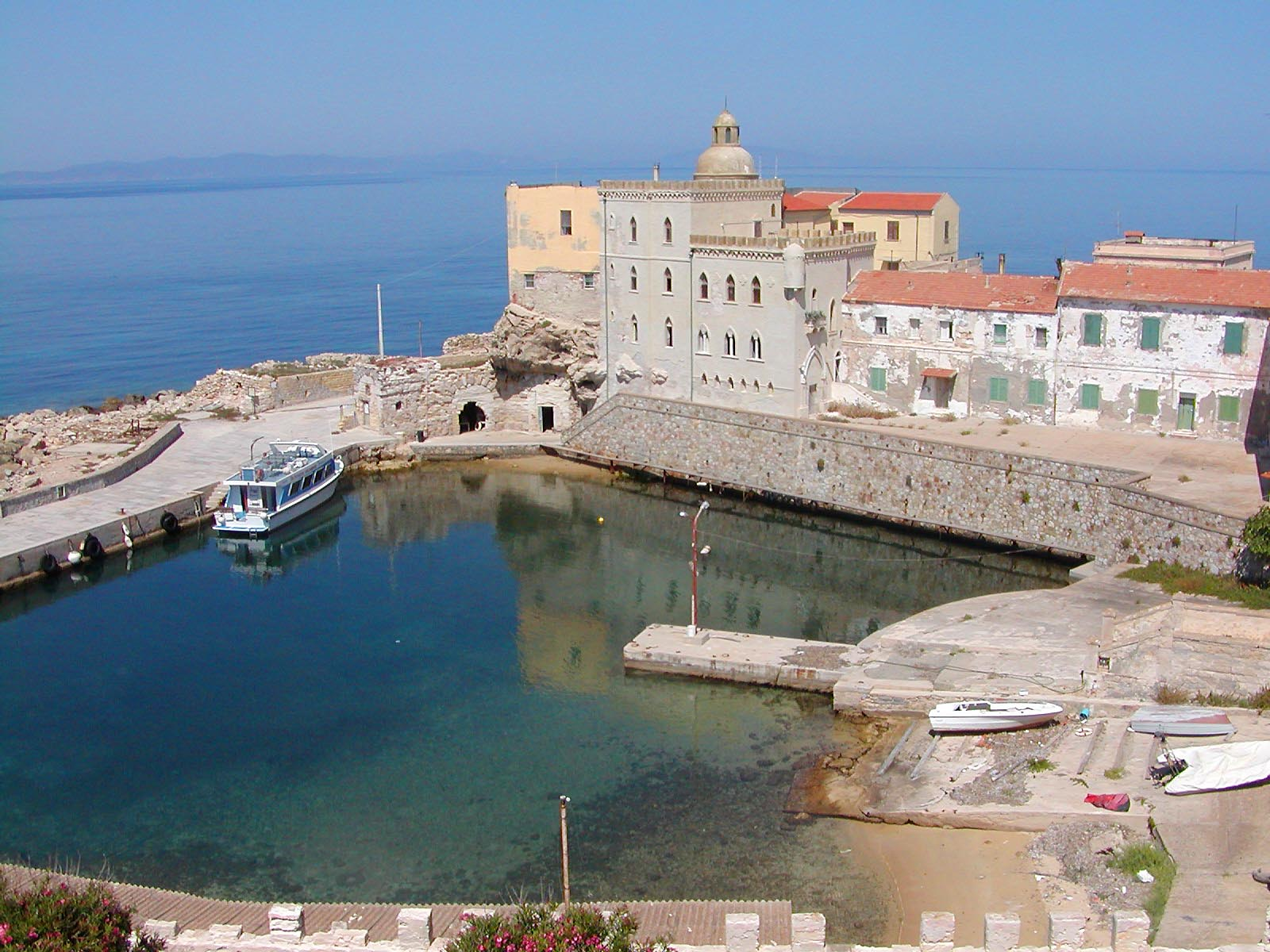
Blick zum Palazzo della Specola

## Roman und Film
- Pianosa dient auch als Schauplatz für Joseph Hellers Roman Catch-22, wobei allerdings im Vorwort des Buches schon darauf hingewiesen wird, dass die Insel viel zu klein für alle beschriebenen Handlungen sei.
- Markus Kampp: Zimmer mit Meerblick – Die Gefängnisinsel Pianosa. Film für den WDR, 2001, 45 min.